# Полета
Полета (фр. paulette) — податок; щорічний грошовий унесок до скарбниці Франції, який робили чиновники у 17-18 столітті і який давав їм право продавати або передавати у спадок утримувану посаду.
Полета була названа за ім'ям відкупщика Шарля Поле. Запропонована у 1602 році бароном Максимільяном де Сюллі і вже у 1604 році була вперше введена в дію. Спочатку її розмір становив 1/60 від суми, яку чиновник виплачував при купівлі своєї посади, пізніше — 1/10. 
Неодноразово поновлювалася і скасовувалася. Остаточно була скасована 1790 року під час революції.